# 柏まゆみ
柏 まゆみ（かしわ まゆみ、1935年1月9日 - 1985年6月）は、日本の元女優、元女性声優である。本名・旧芸名は持田 和代（もちだ かずよ）。

## 来歴・人物
1935年（昭和10年）1月9日、栃木県足利市に生まれる。
栃木県立足利女子高等学校（2022年統廃合）卒業後、女優を志し、1953年（昭和28年）に東宝ニューフェイス第5期生として東宝に入社。本名の「持田 和代」を名乗り、1954年（昭和29年）10月13日に公開された小田基義監督映画『幽霊男』などに出演していたが、ほとんどが脇役・端役で役柄に恵まれず、1955年（昭和30年）に退社した。
退社後は映画界を離れ、こだまの会、テレビ8プロダクション、グループりんどうなどに所属、テレビ・ラジオの女優として活動する。芸名も「柏 まゆみ」と改名し、1955年（昭和30年）8月6日から1960年（昭和35年）1月30日まで放映されていた日本テレビ系列のテレビドラマ『轟先生』や、翌々1957年（昭和32年）11月7日から同年12月26日まで放映されていたNHK総合のテレビドラマ『あわれ人妻』など、1960年代にかけてジャンルを問わず多くの作品に出演していたが、間もなく芸能界を引退した。
1985年（昭和60年）6月、病死した。満50歳没。
夫は喜劇俳優の平凡太郎。柏の死後、平は1988年（昭和63年）に一般女性と再婚している。

## 出演作品

### 映画
- ひまわり娘（1953年）[6]
- トービジョン 飛び出した日曜日（1953年）
- 青色革命（1953年）[6] - レジスター
- お母さんの結婚（1953年）
- 亭主の祭典（1953年）
- 天晴れ一番手柄　青春銭形平次（1953年）
- 花の中の娘たち（1953年） - すみ子（メイド）
- 赤線基地（1953年） - キャンプのバスの乗客
- 次郎長三国志 第六部 旅がらす次郎長一家（1953年）
- 伊津子とその母（1954年）
- 水着の花嫁（1954年）[6]
- 君死に給うことなかれ（1954年）[6] - 若い看護婦
- 幽霊男（1954年）[6] - 武智マリ
- 潮騒（1954年）
- ゴジラ（1954年） - 看護婦 ※ノンクレジット[7][6]
- 浮雲（1955年） - 鹿児島の旅館の女中[3]
- 雪の炎（1955年） - 若い女
- 麦笛（1955年）
- 33号車応答なし（1955年）[6] - 相手の女（バー）
- 芸者小夏 ひとり寝る夜の小夏（1955年） - 町子（女店員）

### テレビドラマ
- 横丁日記（1957年、NTV）[8]
- ナショナルゴールデンアワー てんてん娘 てんてん娘捕物帳（1957年、KR）[8]
- 連続ドラマ あわれ人妻（1957年、NHK）[8]
- マンガ劇 轟先生（1958年、NTV）[8]
- 右門捕物帳（1958年、KR）[8]
- ますらを派出夫会（1958年、KR）[8]
- 特ダネを逃すな（1958年、KR）[8]
- 連続まげものドラマ ありちゃんのおかっぱ侍（1958年、KR）
- ダイヤル110番 第34話「手製拳銃口径三十六」（1958年、NTV）
- 坊っちゃん社員（1959年、CX）
- 東芝土曜劇場（CX）
  - 銀座裏午前二時（1959年）
  - 火の疑惑（1960年）
  - 0のアングル（1963年）
- 直木賞シリーズ 喜劇 本日発売（1960年、CX）
- 黒龍劇場（NET）
  - 山麓（1961年）
  - 風の視線（1962年）
  - 女 あざらしの女（1962年）
- プリンススリラー劇場 孤独な脱走者（1961年、CX）
- 松本清張シリーズ・黒の組曲 地方紙を買う女（1962年、NHK） - バーの女給
- 特別機動捜査隊（NET）
  - 第34話「死の天使」（1962年）
  - 第72話「ある盲点」（1963年）
- ミステリーベスト21 期待と名づける（1962年、NET）
- 名作推理劇場 わたしを深く埋めて（1962年、NET）

### ラジオドラマ
- 八十日間世界一周（1957年、NHK東京）[3]

ほか